# Вэй Цзиншэн
Вэй Цзиншэн (кит. 魏京生; родился 20 мая 1950 г.) — китайский правозащитник и диссидент, автор эссе «Пятая модернизация», которое было размещено на Стене демократии в Пекине в 1978 году. За написание своего манифеста Вэй Цзиншэн был арестован и осуждён по обвинению в «контрреволюционной деятельности», и находился в заключении с 1979 года по 1993 год. Ненадолго освобожденный в 1993 году, Вэй Цзиншэн продолжал заниматься диссидентской деятельностью, ведя беседы с приезжими журналистами, и снова был заключён в тюрьму, где провел с 1994 по 1997 год. В общей сложности Вэй Цзиншэн провёл 18 лет в различных тюрьмах Китая. 16 ноября 1997 г. он был досрочно освобожден по медицинским показаниям и выслан в США. Все ещё будучи гражданином Китая, в 1998 году Вэй Цзиншэн основал «Фонд Вэя Цзиншэна» в Нью-Йорке (теперь базирующийся в Вашингтоне), заявленной целью которого является работа по защите прав человека и борьбе за демократизацию в Китае.

## Ранние годы
Вэй Цзиншэн был старшим из четырёх детей в семье, в которой дети воспитывались в духе коммунистической партии Китая. В 1966 г., во время культурной революции в Китае, Вэй Цзиншэн присоединился к хунвэйбинам, будучи 16-летним студентом.

Вэй Цзиншэн жил в отдалённых сельских районах Северного Китая и имел возможность узнать от крестьян-фермеров о широкомасштабном голоде, случившемся несколько лет назад, во время Большого скачка. Вэй Цзиншэн понял, какую роль сыграло коммунистическое правительство при Мао Цзэдуне во возникновении голода, и это заставило Вэя Цзиншэна начать сомневаться в системе, при которой он жил. Позже Вэй Цзиншэн напишет об этом периоде: 
«Я чувствовал себя так, словно внезапно пробудился от долгого сна, но все вокруг меня по-прежнему были погружены во тьму».
В 1973 году Вэй Цзиншэн начал работать электриком в Пекинском зоопарке.

## Стена демократии
В 1978 г. Вэй Цзиншэн решил принять участие в движении «Стена Демократии», которое проходило в Пекине. 5 декабря 1978 г. он разместил на стене эссе собственного авторства. Эссе Вэя Цзиншэна «Пятая модернизация» было ответом на эссе одного из верховных лидеров КПК Дэна Сяопина «Четыре модернизации». Основная мысль эссе Вэя Цзиншэна заключалась в том, что целью модернизации Китая должна быть также демократия наряду с другими четырьмя целями, предложенными Дэном Сяопином (промышленность, сельское хозяйство, наука и техника, национальная оборона).
Вэй Цзиншэн подписал эссе своим настоящим именем и адресом. Эссе сразу же вызвало ажиотаж своей смелостью и тем, что его автор не был анонимным. Это было единственное эссе, в котором Дэн Сяопин упоминался по имени, и упоминался как диктатор.
Конечно, внутренние проблемы не могут быть решены в одночасье, их необходимо постоянно решать в рамках долгосрочного процесса. Ошибки и недостатки будут неизбежны, но мы о них позаботимся. Это бесконечно лучше, чем сталкиваться с непригодными правителями, которые не удовлетворяют. Кто опасается, что демократия приведёт к анархии и хаосу, подобен тем людям, которые боялись, что после свержения династии Цин страна погрузится в хаос без императора. Они приняли решение терпеливо сносить гнёт, потому что боялись, что без гнёта их действительность полностью рухнет! Таким людям я хотел бы сказать со всем уважением: мы хотим быть хозяевами своей судьбы. Нам не нужны ни боги, ни императоры, и мы не верим ни в каких спасителей… мы не хотим служить простыми инструментами в руках диктаторов, которые используют модернизацию для удовлетворения личных амбиций. Мы хотим модернизировать жизнь людей. Нашими единственными целями являются демократия, свобода и счастье для всех.
—  Вэй Цзиншэн, отрывок из эссе «Пятая модернизация», размещенного на Стене демократии (конец 1978 г.).

## Арест и заключение
Вэй Цзиншэн был известен своей редакционной работой в недолго просуществовавшем журнале «Эксплорации» (探索) в 1979 г. Вэй Цзиншэн также опубликовал письмо от своего имени в марте 1979 года, в котором осуждал бесчеловечные условия, существовавшие в пекинской тюрьме Циньчэн, где был заключен 10-й панчен-лама. Его диссидентские сочинения в конце концов привели к тому, что его осудили и посадили в тюрьму. Орвилл Шелл, писатель и учёный, специализирующийся на Китае, писал:
25 марта, узнав из тайных источников, что применение жестоких мер неизбежно, Вэй и его коллеги спешно выпустили специальный выпуск «Эксплораций» под названием «Хотим ли мы демократии или новой диктатуры?»… Вэй и около тридцати других активистов Стены демократии подверглись облаве (вскоре после этого). В октябре того же года Вэй Цзиншэн предстал перед судом и был обвинен в «предоставлении сведений для военной разведки [когда Китай воевал с Вьетнамом] иностранцу и в открытой агитации свержения правительства диктатуры пролетариата и социалистического строя в Китае»... За высказанные им взгляды Вэй был приговорен к 15 годам тюремного заключения.
.
Письма, которые он писал находясь в тюрьме, и в которых он объяснял свои взгляды, были собраны в книгу «Мужество оставаться в одиночестве: письма из тюрьмы и другие сочинения». Некоторые письма были адресованы непосредственно Дэну Сяопину, другие письма были адресованы разным членам семьи Вэя Цзиншэна. Вэй Цзиншэн оставался в заключении до 14 сентября 1993 г., когда он был освобождён за неделю до того, как проводилось голосование Международного олимпийского комитета по вопросу о том, где следует проводить летние Олимпийские игры 2000 года — в Пекине или в Сиднее. Вэй Цзиншэн продолжал свои высказывания, несмотря на угрозу ареста.
27 февраля 1994 г. Вэй Цзиншэн встретился с помощником госсекретаря США по правам человека Джоном Шаттаком, чтобы обсудить положение с правами человека в Китае, а также встретился с журналистами. На следующей неделе Вэй был арестован вместе с пятнадцатью другими активистами движения за демократию и профсоюзы. Несмотря на то, что он был недавно освобождён и насильственно переселён в Тяньцзинь, Вэй Цзиншэн пытался вернуться в Пекин и был снова арестован 1 апреля 1994 г. По обвинению в заговоре против государства он был приговорён к 14 годам тюремного заключения, но оставался в тюрьме только до 16 ноября 1997 г., когда был освобождён по «медицинским показаниям» и незамедлительно депортирован в США. Он был отправлен в США из-за международного давления, особенно по просьбе тогдашнего президента США Билла Клинтона.

## Общественное одобрение
Вэй Цзиншэн является лауреатом множества наград в области прав человека и демократии. В 1993 г. Вэй Цзиншэн был удостоен Международной премии активиста «Фонда Глейтсмана», в 1994 г. — Мемориальной премии Улофа Пальме, в 1996 г. — Сахаровской премии за свободу мысли, в том же 1996 г. — премии Роберта Ф. Кеннеди в области прав человека, в 1997 г. — премии Национального фонда за демократию.